# Wes Brown
Wesley Michael "Wes" Brown (Manchester, Anglaterra 10 d'octubre del 1979), és un jugador de futbol anglès. Actualment juga al Manchester United FC com a defensa.

## Internacional
Ha estat internacional amb la selecció de futbol d'Anglaterra en 21 ocasions i ha marcat un gol.

### Participacions en Copes del Món
| Mundial                        | Seu                  | Resultat     |
| ------------------------------ | -------------------- | ------------ |
| Copa del Món de Futbol de 2002 | Corea del Sud i Japó | 4ts de final |

## Clubs
| Club                 | País       | Any            |
| -------------------- | ---------- | -------------- |
| Manchester United FC | Anglaterra | 1996 - Present |

## Palmarès

### Campionats nacionals
| Títol               | Club                 | País       | Any       |
| ------------------- | -------------------- | ---------- | --------- |
| Premier League      | Manchester United FC | Anglaterra | 1998/99   |
| FA Cup              | Manchester United FC | Anglaterra | 1998/99   |
| Premier League      | Manchester United FC | Anglaterra | 1999/00   |
| Premier League      | Manchester United FC | Anglaterra | 2000/01   |
| Premier League      | Manchester United FC | Anglaterra | 2002/03   |
| Community Shield    | Manchester United FC | Anglaterra | 2003      |
| FA Cup              | Manchester United FC | Anglaterra | 2003/04   |
| Football League Cup | Manchester United FC | Anglaterra | 2006      |
| Premier League      | Manchester United FC | Anglaterra | 2006/07   |
| Community Shield    | Manchester United FC | Anglaterra | 2007      |
| Premier League      | Manchester United FC | Anglaterra | 2007/08   |
| Community Shield    | Manchester United FC | Anglaterra | 2008      |
| Football League Cup | Manchester United FC | Anglaterra | 2008/2009 |
| Premier League      | Manchester United FC | Anglaterra | 2008/09   |
| Community Shield    | Manchester United FC | Anglaterra | 2010      |

### Copes internacionales
| Títol                 | Club                 | País       | Any     |
| --------------------- | -------------------- | ---------- | ------- |
| Lliga de Campions     | Manchester United FC | Anglaterra | 1998/99 |
| Copa Intercontinental | Manchester United FC | Anglaterra | 1999    |
| Lliga de Campions     | Manchester United FC | Anglaterra | 2007/08 |
| Mundialet de Clubs    | Manchester United FC | Anglaterra | 2008    |